# Giovanna di Costantinopoli
Giovanna delle Fiandre, o di Hainaut o di Costantinopoli (Valenciennes, fra il 1199 e il 1200 – Marquette, 5 dicembre 1244), è stata contessa delle Fiandra e di Hainaut dal 1205 alla sua morte.

## Origine
Giovanna, secondo la Genealogica Comitum Flandriæ Bertiniana, Continuatio Marchianensis, era la figlia primogenita del Conte delle Fiandre, conte di Hainaut, e anche primo imperatore dell'impero latino di Costantinopoli, Baldovino delle Fiandre o di Hainaut e di Maria di Champagne, figlia, secondo il Gisleberti Chronicon Hanoniense, del conte di Champagne e di Brie Enrico I e di Maria di Francia, che, secondo la Chronica Albrici Monachi Trium Fontium era la figlia primogenita del re di Francia Luigi VII e della duchessa d'Aquitania e Guascogna e contessa di Poitiers Eleonora.
Baldovino delle Fiandre o di Hainaut, sia secondo il Gisleberti Chronicon Hanoniense, che secondo la Chronica Albrici Monachi Trium Fontium e la Flandria Generosa (Continuatio Bruxellensis), era il figlio maschio primogenito del Conte di Hainaut, Marchese di Namur e Conte di Fiandra Baldovino V di Hainaut e della Contessa di Fiandra Margherita d'Alsazia.

## Biografia

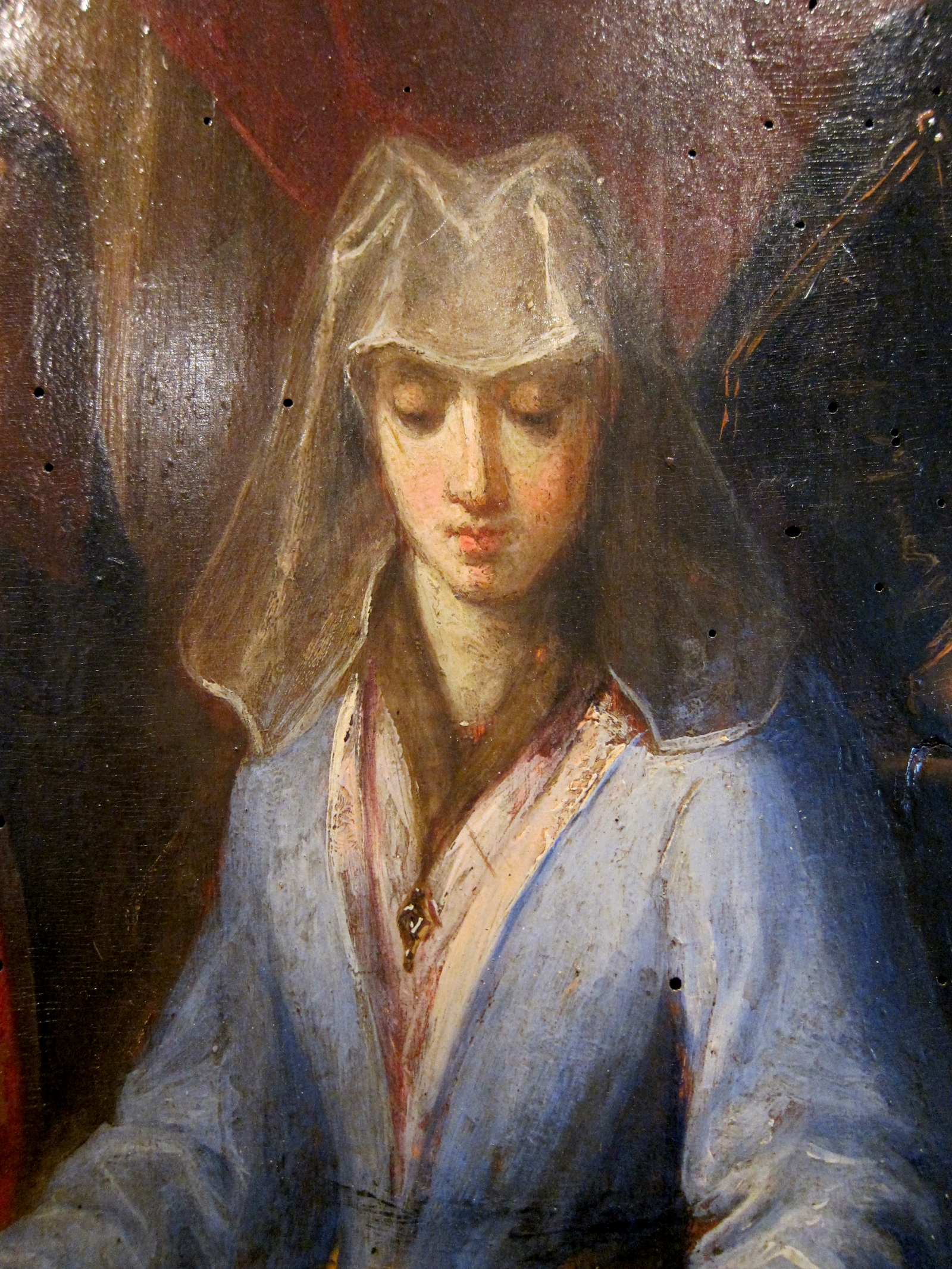
Ritratto di Giovanna di Arnould de Vuez.

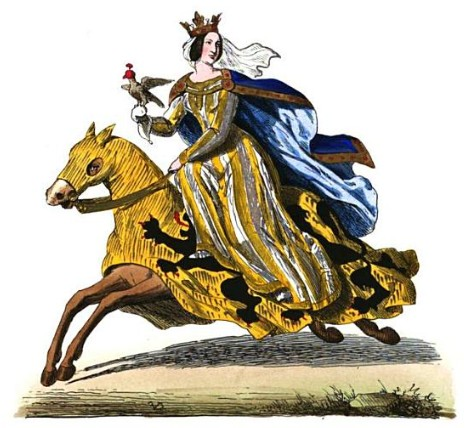
Romantica rappresentazione di Giovanna, ispirata da suo sigillo, del pittore belga, Félix De Vigne, Album du cortège des Comtes de Flandre, 1849.

Quando Giovanna aveva pochi mesi di vita, il 23 febbraio 1200, suo padre Baldovino prese l'impegno di partire per la Terra santa, assieme a suo fratello Enrico e a suo cognato, il conte di Champagne e di Brie Tebaldo III, a cui fu concordemente assegnato il comando della quarta crociata.
Secondo la Chronica Monasterii Sancti Bertini auctore Iohanne Longo de Ipra, circa due anni dopo, Baldovino partì per la quarta crociata, lasciando nelle Fiandre la figlia primogenita, Giovanna e la moglie Maria incinta, per la seconda volta..
 Anche la madre, Maria di Champagne, secondo lo storico britannico, noto medievalista e bizantinista Steven Runciman, all'inizio del 1204 partì alla volta dell'oriente per ricongiungersi al marito, contando di ritornare nelle Fiandre in capo ad un paio di anni; ancora secondo la Chronica Monasterii Sancti Bertini auctore Iohanne Longo de Ipra, la madre, scortata da alcuni nobili e da trecento militi, nel 1203, costeggiò l'oceano Atlantico sino al Marocco, poi raggiunse Marsiglia e infine arrivo a Tolemaide di Fenicia, dove pensava di trovare il marito e dove morì. Al momento della partenza della contessa Maria, la reggenza delle Fiandre e la custodia delle figlie, Giovanna e Margherita, passò al fratello di Baldovino, Filippo I di Namur, mentre la reggenza di Hainaut passò allo zio Guglielmo di Thy.
Ancora secondo il Runciman, prima di giungere a Costantinopoli, Maria visitò la Palestina, morendo in quello stesso anno a Gerusalemme; mentre la Flandria Generosa (Continuatio Claromariscensis) ci conferma che Maria era giunta via mare ad Acri, dove a seguito di una grave malattia (gravibus macerata egretudinibus), morì. Venne a sapere dell'elezione del marito, ma morì di peste nell'agosto 1204 prima di potersi ricongiungere a lui; infatti, suo padre, dopo la conquista di Costantinopoli, nel mese di aprile, il 9 maggio, 1204 era stato eletto imperatore e poi incoronato il 16 maggio, in Santa Sofia con una cerimonia che seguì strettamente il cerimoniale Bizantino, dove Bonifacio del Monferrato, che aveva conteso il trono imperiale a suo padre, sostenne la corona durante la cerimonia e prestò omaggio al rivale.
Ma a febbraio del 1205 i Greci, che non gradivano che le loro chiese fossero governate da vescovi latini si ribellarono e furono aiutati dallo zar di Bulgaria Kaloyan, la cui proposta di alleanza era stata rifiutata da Baldovino. Ad Adrianopoli, suo padre, Baldovino cadde prigioniero dello Zar Kaloyan.

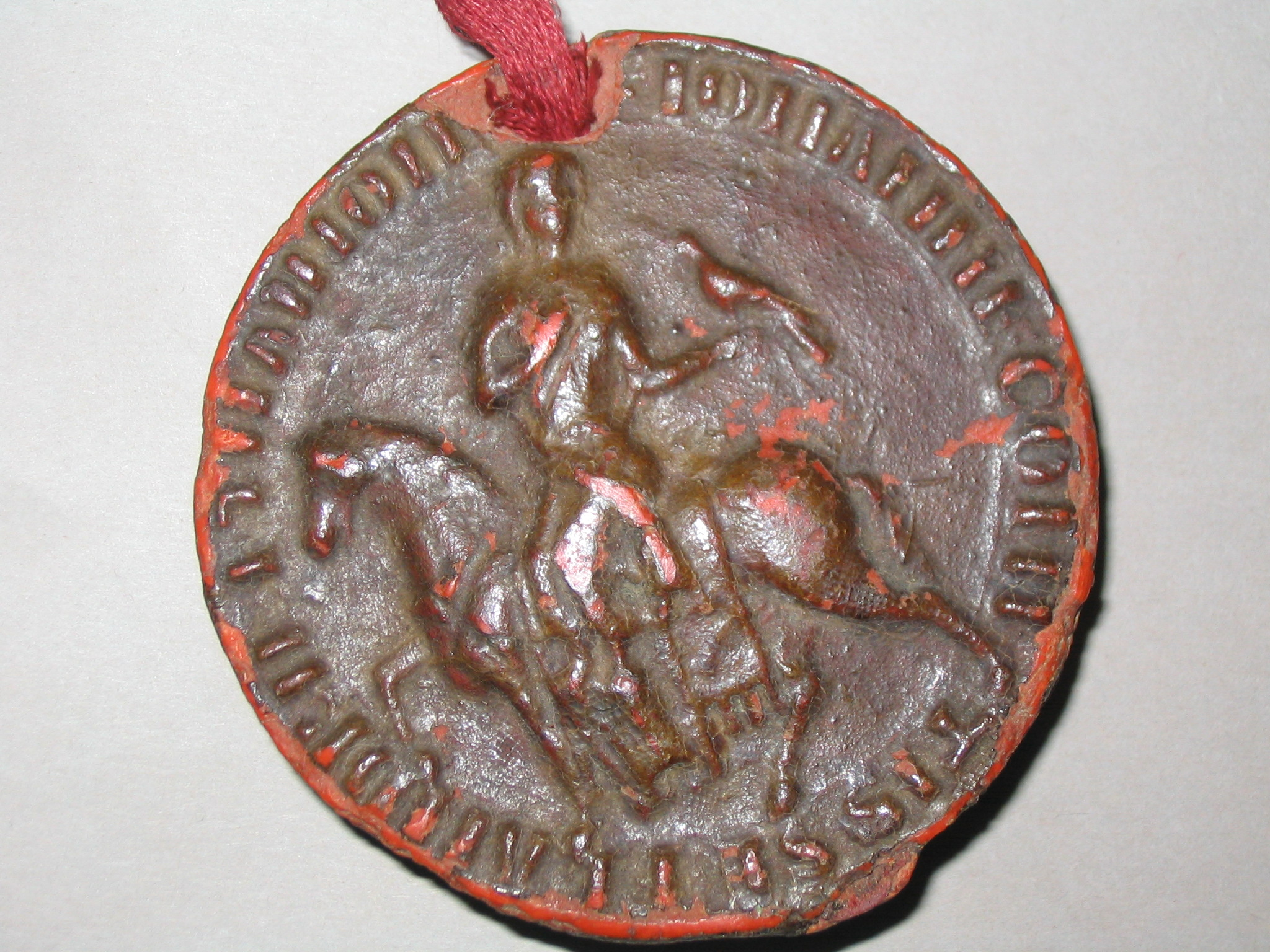
Sigillo di Giovanna, a cavallo, con il falco, in una posa aristocratica.

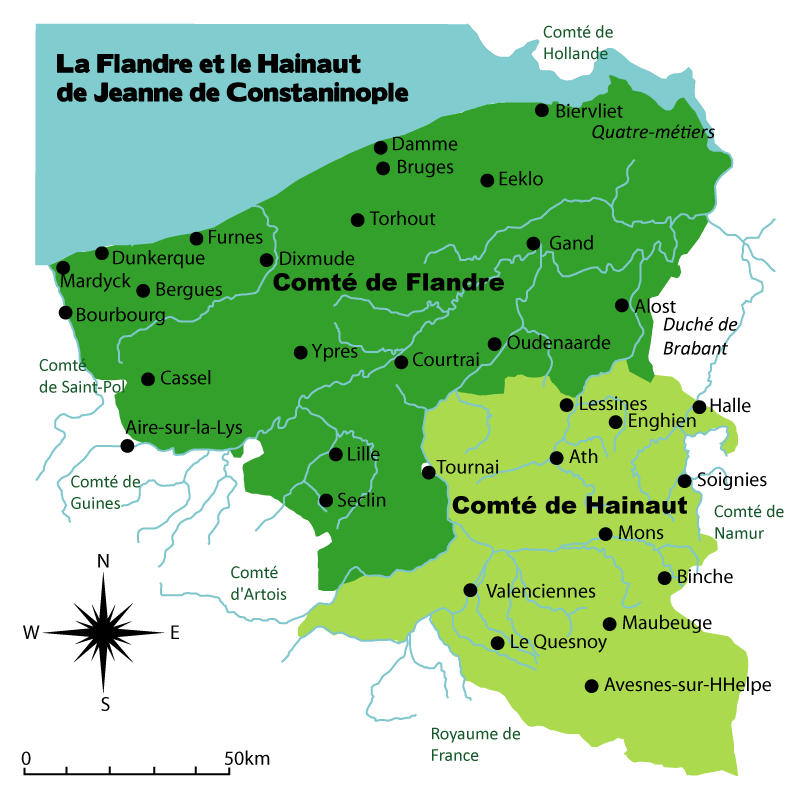
Le Contee delle Fiandre e di Hainaut al tempo di Giovanna.

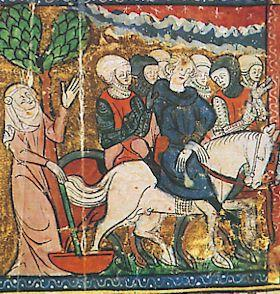
Giovanna con il primo marito Ferdinando imprigionato dopo la battaglia di Bouvines. XIV secolo, Grandes Chroniques de France, Bibliothèque municipale, Castres.

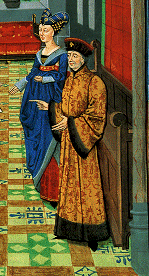
Giovanna con il secondo marito Tommaso di Savoia. Miniatura della Chroniques de Hainaut di Jean Wauquelin, ca. 1448-1468.

Per qualche tempo il destino di suo padre rimase incerto e per più di un anno non si fu certi della sua mortefino alla metà di luglio 1206. La conferma della morte di Baldovino in prigionia fu data da alcuni cavalieri Franchi, tratti in salvo a Stenimaco. A Baldovino succedette sul trono imperiale il fratello Enrico, mentre nelle Fiandre l'altro fratello Filippo di Namur mantenne la carica di reggente accordandosi con il re di Francia Filippo II Augusto ed entrambe le figlie di Baldovino, Giovanna e Margherita, furono condotte a Parigi per essere educate. Durante la permanenza in Francia, probabilmente per influenza della futura Regina di Francia, Bianca di Castiglia, entrambe le sorelle entrarono in contatto con i monaci dell'Ordine cistercense.
Filippo cedette poi la custodia di Giovanna, che andava insieme ai domini di famiglia, a Enguerrand III, Signore di Coucy (1182 circa-1242) probabilmente pensando che avrebbe potuto sposarla, un piano che non andò a buon fine giacché Giovanna si maritò con Ferdinando, che secondo il Roderici Toletani Archiepiscopi De Rebus Hispaniæ, Liber IX, VII, 5, RHGF XII, p. 383, era figlio del re del Portogallo Sancho I e di Dolce di Barcellona(1160-1198), che secondo la Ex Gestis Comitum Barcinonensium, era figlia della regina di Aragona Petronilla e del conte di Barcellona Raimondo Berengario IV: secondo la Flandria Generosa (Continuatio Claromariscensis), la zia di Ferdinando, Teresa (Matilde nelle Fiandre), che era stata contessa consorte delle Fiandre e, per un breve periodo anche, reggente della contea e poi duchessa consorte di Borgogna, si interessò e riuscì a organizzare, nel 1212, il matrimonio del nipote Ferdinando del Portogallo (1188-1233) con la sua pronipote acquisita, la contessa delle Fiandre, Giovanna; il matrimonio venne celebrato a Parigi.
Subito dopo le nozze la coppia si diresse nelle Fiandre per prendere possesso della contea; ma mentre Giovanna e Ferdinando erano in viaggio verso le Fiandre, l'erede al trono di Francia, il cugino Luigi (la madre di Luigi, Isabella di Hainaut, sorella di Baldovino, padre di Giovanna, al momento del matrimonio con Filippo II Augusto, aveva portato in dote la contea di Artois, che Baldovino si era ripreso forzatamente dopo la morte della sorella), li aveva preceduti e non solo aveva occupato l'Artois, la dote della madre, ma si era impossessato delle città di Saint-Omer e Aire, che erano nella contea delle Fiandre. Giovanna e Ferdinando dovettero accettare la situazione, poiché era per loro prioritario prendere possesso delle Fiandre e di Hainaut; tuttavia appena entrato in possesso delle contee, si circondarono di collaboratori fidati e, non dimenticando l'offesa, dopo pochi mesi avevano ripreso contatto con gli antichi alleati di Baldovino: Giovanni d'Inghilterra, e, dopo che Filippo II Augusto si era rifiutato di restituire le due città, pur essendo vassalli del re di Francia entrarono a far parte della lega contro la Francia, guidata dall'imperatore, Ottone IV di Brunswick.
Suo marito Ferdinando, dopo che il re di Francia, aveva invaso le Fiandre devastandole, fece parte dell'esercito imperiale che si contrappose all'esercito francese e prese parte alla Battaglia di Bouvines in cui Filippo II vinse e Ferdinando fu fatto prigioniero. Mentre il marito rimase prigioniero per circa dodici anni, a Giovanna fu concesso di governare la contea per conto del marito, sotto stretto controllo di Filippo II Augusto; Giovanna, seguì una politica di sottomissione al re di Francia, che le garantiva una protezione reale contro i nemici.
In quel periodo Giovanna entrò in contrasto con il marito della sorella minore Margherita circa l'eredità di questa; il problema si protrasse per alcuni anni sino a che Margherita divorziò da Burcardo d'Avesnes.
Giovanna dal canto suo cercò di incoraggiare la produzione di manufatti esentando alcuni gruppi dal pagamento delle tasse, come gli abitanti di Courtrai che vennero sollevati dal pagamento dell'Imposta catastale per promuovere il commercio della lana intrecciata nella città.
Nel 1224 un uomo tornò in patria proclamando di essere Baldovino, creduto morto vent'anni prima e presto questi divenne un centro di raccolta per il malcontento popolare. Il re Enrico III d'Inghilterra si congratulò con lui per essere scappato dalla prigionia, ma quando, nel maggio del 1225, incontrò Luigi VIII di Francia non riuscì a rispondere a diverse delle domande che gli vennero poste. Alcuni uomini del clero infine lo identificarono come tale Bertrand di Ray; egli tentò la fuga, ma Luigi lo prese e lo consegnò a Giovanna che lo fece poi giustiziare l'anno seguente.
Il 5 aprile 1226 Giovanna e Luigi VIII siglarono il Trattato di Melun, dove ella versò 50.000 £ per la libertà del marito, Ferdinando venne rilasciato all'inizio dell'anno dopo per mano di Bianca di Castiglia che, reggente per il figlio minorenne Luigi IX, solo dopo che Ferdinando aveva sottoscritto il trattato di Melun, che assicurava la fedeltà delle Fiandre al regno di Francia.
Secondo la Chronica Albrici Monachi Trium Fontium, nel 1229, alla morte del giovane Marchese di Namur Enrico II, il marito, Ferdinando, avrebbe voluto succedergli nel titolo; ma la trovò già occupata dalla sorella di Enrico II, Margherita (o Sibilla), contessa consorte della contea di Vianden e a Ferdinando andarono due castelli: Vieuville, nei pressi di Charleroi e Golzinne, nei pressi di Namur.
Suo marito, Ferdinando morì nel 1233: secondo il Hugonis Continuatio Clarimariscensis, morì il 26 luglio; la Willelmi Chronica Andrensis 252, precisa che morì nei pressi di Noyon e il suo corpo fu inumato, in un mausoleo fatto costruire dalla moglie, Giovanna, per entrambi nell'abbazia di Marquette, luogo confermato anche dalla Chronica Albrici Monachi Trium Fontium e dagli Annales Blandinienses.
Dopo la morte di Ferdinando la mano di Giovanna venne chiesta da Simone V di Montfort, Conte di Leicester, suddito di Enrico III d'Inghilterra; tuttavia tale matrimonio non era benvisto dalla corona francese che sponsorizzò le nozze, che ebbero effettivamente luogo, fra Giovanna e Tommaso di Savoia, fratello del conte di Savoia Amedeo IV, figli di Tommaso I conte di Savoia e di Margherita (o Beatrice) di Faucigny, figlia del conte Guglielmo I di Ginevra. Il matrimonio fu celebrato, dopo la morte della figlia di primo letto, Maria, nel 1237, come ci confermano gli Annales Blandinienses; il matrimonio viene confermato anche dalla Genealogica Comitum Flandriæ Bertiniana, Continuatio Leidensis et Divionensis.
Durante la propria vita Giovanna contribuì alla creazione e al mantenimento di diversi monasteri, abbazie e beghinaggi.
Giovanna morì nel 1244 a Marquette: il 5 dicembre, secondo il Necrologio Sanctæ Waldetrudis e fu sepolta a Marquette, come confermano gli Annales Blandinienses, accanto al suo primo marito, Ferdinando. A Giovanna, come contessa di Fiandre e Hainaut, succedette la sorella minore, Margherita II.
Dopo la morte di Giovanna il marito Tommaso ritornò in Savoia e, verso il 1251, sposò, in seconde nozze, la nipote del papa Innocenzo IV, Beatrice Fieschi e, nel 1253, divenne conte di Savoia, assieme al nipote, Bonifacio.

## Discendenza
Giovanna da Ferdinando ebbe una figlia:
- Maria (1231 - 1236 circa), che dopo essere rimasta orfana di padre fu accolta alla corte di Francia da Luigi IX il Santo e, nel 1235, fu fidanzata al fratello del re, Roberto[26], ma Maria morì prima delle nozze.

Giovanna da Tommaso non ebbe alcun figlio.

## Ascendenza
|                               |                         |                      | Genitori                 |  |  | Nonni |  |  | Bisnonni                |  |  | Trisnonni                |  |
|                               |                         |                      |                          |  |  |       |  |  | Baldovino IV di Hainaut |  |  | Baldovino III di Hainaut |  |
|                               |                         |                      |                          |  |  |       |  |  | Baldovino IV di Hainaut |  |  | Baldovino III di Hainaut |  |
|                               |                         | Iolanda di Gheldria  |                          |  |  |       |  |  | Baldovino IV di Hainaut |  |  |                          |  |
| Baldovino V di Hainaut        |                         |                      |                          |  |  |       |  |  | Baldovino IV di Hainaut |  |  |                          |  |
|                               |                         | Alice di Namur       | Goffredo I di Namur      |  |  |       |  |  |                         |  |  |                          |  |
|                               |                         | Alice di Namur       | Goffredo I di Namur      |  |  |       |  |  |                         |  |  |                          |  |
|                               |                         | Alice di Namur       | Ermesinde di Lussemburgo |  |  |       |  |  |                         |  |  |                          |  |
| Baldovino I di Costantinopoli |                         | Alice di Namur       |                          |  |  |       |  |  |                         |  |  |                          |  |
|                               |                         | Teodorico di Alsazia | Teodorico II di Lorena   |  |  |       |  |  |                         |  |  |                          |  |
|                               |                         | Teodorico di Alsazia | Teodorico II di Lorena   |  |  |       |  |  |                         |  |  |                          |  |
|                               |                         | Teodorico di Alsazia | Gertrude di Fiandra      |  |  |       |  |  |                         |  |  |                          |  |
| Margherita I di Fiandra       |                         | Teodorico di Alsazia |                          |  |  |       |  |  |                         |  |  |                          |  |
|                               |                         | Sibilla d'Angiò      | Folco V d'Angiò          |  |  |       |  |  |                         |  |  |                          |  |
|                               |                         | Sibilla d'Angiò      | Folco V d'Angiò          |  |  |       |  |  |                         |  |  |                          |  |
|                               |                         | Sibilla d'Angiò      | Eremburga del Maine      |  |  |       |  |  |                         |  |  |                          |  |
| Giovanna di Costantinopoli    |                         | Sibilla d'Angiò      |                          |  |  |       |  |  |                         |  |  |                          |  |
|                               | Tebaldo II di Champagne | Stefano II di Blois  |                          |  |  |       |  |  |                         |  |  |                          |  |
|                               | Tebaldo II di Champagne | Stefano II di Blois  |                          |  |  |       |  |  |                         |  |  |                          |  |
|                               | Tebaldo II di Champagne | Adele d'Inghilterra  |                          |  |  |       |  |  |                         |  |  |                          |  |
| Enrico I di Champagne         | Tebaldo II di Champagne |                      |                          |  |  |       |  |  |                         |  |  |                          |  |
|                               |                         | Matilde di Carinzia  | Enghelberto II d'Istria  |  |  |       |  |  |                         |  |  |                          |  |
|                               |                         | Matilde di Carinzia  | Enghelberto II d'Istria  |  |  |       |  |  |                         |  |  |                          |  |
|                               |                         | Matilde di Carinzia  | Uta di Passau            |  |  |       |  |  |                         |  |  |                          |  |
| Maria di Champagne            |                         | Matilde di Carinzia  |                          |  |  |       |  |  |                         |  |  |                          |  |
|                               |                         | Luigi VII di Francia | Luigi VI di Francia      |  |  |       |  |  |                         |  |  |                          |  |
|                               |                         | Luigi VII di Francia | Luigi VI di Francia      |  |  |       |  |  |                         |  |  |                          |  |
|                               |                         | Luigi VII di Francia | Adelaide di Savoia       |  |  |       |  |  |                         |  |  |                          |  |
| Maria di Francia              |                         | Luigi VII di Francia |                          |  |  |       |  |  |                         |  |  |                          |  |
|                               |                         | Eleonora d'Aquitania | Guglielmo X di Aquitania |  |  |       |  |  |                         |  |  |                          |  |
|                               |                         | Eleonora d'Aquitania | Guglielmo X di Aquitania |  |  |       |  |  |                         |  |  |                          |  |
|                               |                         | Eleonora d'Aquitania | Aénor di Châtellerault   |  |  |       |  |  |                         |  |  |                          |  |
|                               |                         | Eleonora d'Aquitania |                          |  |  |       |  |  |                         |  |  |                          |  |

### Fonti primarie
- (LA)  Monumenta Germaniae Historica, Scriptores, tomus V.
- (LA)  Monumenta Germaniae Historica, Scriptores, tomus IX.
- (LA)  Monumenta Germaniae Historica, Scriptores, tomus XXI.
- (LA)  Monumenta Germaniae Historica, Scriptores, tomus XXIII.
- (LA)  Monumenta Germaniae Historica, Scriptores, tomus XXIV.
- (LA)  Monumenta Germaniae Historica, Scriptores, tomus XXV.
- (FR)  Recueil des historiens des Gaules et de la France. Tome 12.
- (ES)  Nobiliario del Conde de Barcelos Don Pedro, Hijo del Rey Don Dionisio.

### Letteratura storiografica
- D.M. Nicol, "La quarta crociata e gli imperi greco e latino, 1204 - 1261", cap. XIV, vol. III (L'impero bizantino) della Storia del mondo medievale, 1999, pp. 503–558
- K.M. Setton, "I latini in Grecia e nell'Egeo dalla quarta crociata alla fine del medioevo", cap. XVI, vol. III (L'impero bizantino) della Storia del mondo medievale, 1999, pp. 619–658
- M. Dinic, "I Balcani (1018 - 1499)", cap. XVII, vol. IV (La riforma della chiesa e la lotta tra papi e imperatori') della Storia del mondo medievale, 1999, pp. 596–643
- Frederick Maurice Powicke, "I regni di Filippo Augusto e Luigi VIII di Francia", cap. XIX, vol. V (Il trionfo del papato e lo sviluppo comunale) della Storia del mondo medievale, 1999, pp. 776–828
- Henry Pirenne, "I Paesi Bassi", cap. XII, vol. VII (L'autunno del Medioevo e la nascita del mondo moderno) della Storia del Mondo Medievale, 1999, pp. 411–444.